# J0313-1806
J0313-1806 is de verste bekende quasar. De quasar heeft een extreem hoge roodverschuiving van 7,64. In januari 2021 werd het geïdentificeerd als de meest roodverschoven  bekende quasar, met het oudst bekende supermassieve zwarte gat (SMBH naar het Engelse SuperMassive Black Hole) met 1,6±0,4×109 zonsmassa's. Het 2021 aankondigingsdocument beschreef het als "de meest massieve SMBH met een roodverschuiving van meer dan 7".
Een van de auteurs van het document uit 2021, Feige Wang, zei dat het bestaan van een supermassief zwart gat zo vroeg in het bestaan van het heelal problemen opleverde voor de huidige vormingstheorieën, omdat "zwarte gaten die door de allereerste massieve sterren werden gecreëerd, niet in slechts een paar honderd miljoen jaar zo groot kunnen zijn geworden".